# Vlag van Ravels
De vlag van Ravels werd door de gemeenteraad op 27 oktober 1980 officieel vastgesteld als de gemeentelijke vlag van de Antwerpse gemeente Ravels. Op 10 maart 1987 werd hij door het Bestuur van Vlaanderen bevestigd en uiteindelijk gepubliceerd op 3 december 1987 in het officiële Belgisch Staatsblad.
Officieel wordt de vlag beschreven als:
Blauw met een inhoeking van drie gele stukken, uitgaande van de broekzijde
De kleuren van de vlag zijn afkomstig van het gemeentewapen, terwijl de drie driehoeken symboliseert de drie voormalige gemeenten.

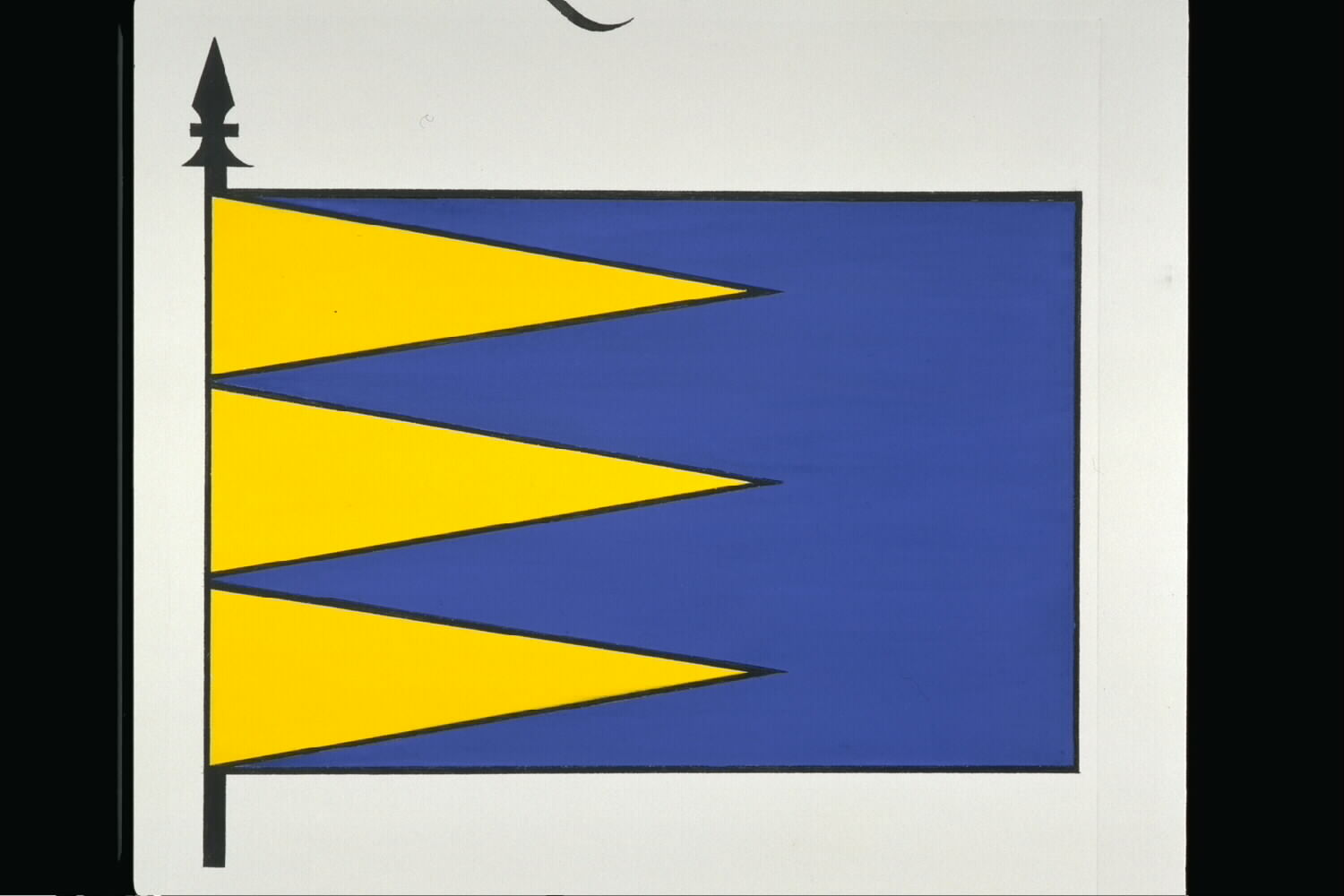
Officiële tekening van de vlag